# 築地魚河岸三代目
《築地魚河岸三代目》（日语：築地魚河岸三代目）是在小學館發行的漫畫雜誌《Big Comic》上連載的日本美食漫畫作品。作畫為橋本光男，原作為（第1冊）、鍋島雅治（第2冊至第21冊，之後擔任原案）、（第22冊至第42冊）。自2000年10號起連載至2013年22號止。單行本全42冊。2008年時由松竹改編成電影版，大澤隆夫飾演主角。
本作品以全日本最大的魚市築地市場為背景，以每次二至三話的長度來介紹一種魚類或介殼類海鮮，並以此展現魚市的人情味與人間百態。

## 故事大綱
在銀行人事部工作的赤木旬太郎被上司指派負責處理裁員工作，因為無法忍受這如同劊子手般的任務，他辭職並且回到岳父於築地魚河岸經營的「魚辰」接下第三代的工作，在此之前對海產和市場一無所知的旬太郎，每天都遇到各種不同的挑戰。

## 各集標題與主題
| 集數 | 標題                   | 主題                                                                                             |
| ---- | ---------------------- | ------------------------------------------------------------------------------------------------ |
| 1    | 歡迎來到築地！         | 鰤魚、鰹、鰺、窩斑鰶、絲背冠鱗單棘魨、沙丁魚                                                     |
| 2    | 氣鼓鼓的河豚           | 鯛、烏賊、河魨、鯡魚卵、太平洋鯡                                                                 |
| 3    | 東京壽司心             | 扁口魚、大鮃、花蛤、舌鰨科                                                                       |
| 4    | 幸福的中食             | 三線磯鱸、日本對蝦、海鰻                                                                         |
| 5    | 什麼魚才是真正的柳葉魚 | 大麻哈魚、柳葉魚、毛鱗魚、鱈科、棘鼬䲁、章鱼                                                     |
| 6    | 牡蠣醍醐味             | 牡蠣、沙氏下鱵、大瀧六線魚、飛魚                                                                 |
| 7    | 一尺香之淚             | 沙鮻、香魚、秋刀魚                                                                               |
| 8    | 行家一出手             | 甘鯛、煙管魚科、大翅鮶鮋、楚蟹                                                                   |
| 9    | 當季珍品               | 鮟鱇科、鯧科、滑頂薄殼鳥蛤、無備平鮋                                                             |
| 10   | 充滿希望的鰻魚         | 海膽、日本花鱸、鰻、坂東太郎株式會社                                                             |
| 11   | 難得親手做魚乾         | 鰹、梭子魚、乾貨                                                                                 |
| 12   | 敬鬼神而遠之…          | 藍點馬鮫、養殖鰤魚                                                                               |
| 13   | 築地的黑輪             | 關東煮、金槍魚屬、中國蛤蜊、糯鰻科                                                               |
| 14   | 高貴的毛蟹貴不貴       | 北海道毛蟹、烏魚子、鯔魚、蝦夷盤扇貝                                                             |
| 15   | 夢幻般的養殖鰈魚       | 赤鯥、春子、鰈科、條斑星鰈                                                                       |
| 16   | 只溶你口的海膽         | 條斑星鰈、小鰭紅娘魚、鹽水海膽                                                                   |
| 17   | 高檔墨魚名牌貨         | 壹岐劍、鯖                                                                                       |
| 18   | 東洋鱸的本尊           | 東海鱸、褐石斑魚、冷凍金槍魚、日本叉牙魚、鹽辛魷                                                 |
| 19   | 鱒魚是輸家嗎？         | 鱒魚、文蛤、日本銀帶鯡、白帶魚                                                                   |
| 20   | 河豚藏在深山裡         | 遠東多線魚、鮑魚、日本龍蝦、紅鰭東方魨                                                           |
| 21   | 挪威人的解決之道       | 挪威水產業、鰈科、鯙科                                                                           |
| 22   | 守護海洋的商標         | 遠東多線魚、海洋管理協議會、角蠑螺                                                               |
| 23   | 能登風土好滋味         | 銀腹貪食舵魚、黃擬烏尾鮗、日本骨鰃、能登海產                                                     |
| 24   | 帶來勇氣的金線魚       | 太平洋褶柔鱼、秋鯖、短爪章魚、金線魚                                                             |
| 25   | 以鰤魚之名             | 海參、鰤魚、褐菖鮋、三色石狗公、鲯鳅                                                             |
| 26   | 鴻圖大展梭子蟹         | 三疣梭子蟹、粟國島的鹽、褐藍子魚的幼魚                                                           |
| 27   | 牛尾魚的夫妻臉         | 黃條鰤、真鯒和鼠鯒、大麻哈鱼的魚卵、紅金眼鯛                                                     |
| 28   | 豪情壯志父子鯛         | 帆鰭足溝魚、平鯛、蒲鉾、黑棘鯛、波除稲荷神社                                                     |
| 29   | 青森特產花見蟹         | 田中玄華、正櫻蝦與資源管理型漁業、青森縣水產業、七子八珍、賞花螃蟹、鯵                           |
| 30   | 黑鯥的教訓             | 下酒小吃、蜆湯、脫隊鰤魚、牛眼青鯥與赤鯥、鯛魚あら汁                                             |
| 31   | 鮭魚之聲               | 義大利式秋刀魚料理、村上市的大麻哈鱼料理、旗魚、赤魟和鰩總目                                     |
| 32   | 辣妹與公魚             | 西太公魚、金槍魚眼、柴漁港的口蝦蛄、牡蠣、日式菜刀                                               |
| 33   | 少爺與圓花鰹           | 宗太鰹、熱海市網代漁港的乾貨、海鰻、白斑光裸頭魚、蚌蠣                                           |
| 34   | 味道像貝類的魚         | 單角鼻魚、海帶、鍋料理、鯉                                                                       |
| 35   | 春天的顏色是白色？     | 银鱼科和彼氏冰鰕虎魚、Jenny Haniver（海中捕獲的未確認動物屍體）、真鯛天婦羅、長鯧科              |
| 36   | 復興的定置網           | 購物難民與魚的移動販賣、省電料理、東日本大震災後女川町的定置漁網、暗色沙塘鳢、金華鯖、秋刀魚乾貨 |
| 37   | 是黑非白？             | 北國紅蝦、トヤマエビ、狼䲁、鰤魚熟成、斑魢、紫菜                                                 |
| 38   | 不屈的三陸             | 岩手縣東南海灣的稚海藻、章魚燒、飛魚、釧路市的大麻哈魚、勝手丼                                   |
| 39   | 嘉獎的螃蟹             | ミルクイ、日本鬼鮋與山神、花蛤、短足擬石蟹、絲背冠鱗單棘魨的產季                                 |
| 40   | 洄遊鰹魚？迷途鰹魚？   | 歲末年歡、鲣、魚丼、辛辣明太子                                                                   |
| 41   | 知否知否魩仔魚...      | 白令海圓腹魚、布袋和尚、北寄貝、龜足茗荷與西班牙飲食、萊氏擬烏賊、魩仔魚、海鞘與珍珠             |
| 42   | 珍重再見，小老闆       | 锦鳚科與天婦羅、濱田漁港、鱼市從築地至豐洲的搬遷問題                                             |

## 改編電影
《築地魚河岸三代目》（築地魚河岸三代目）由松原信吾導演，人物關係和原作有部份不同。

### 演員
- 大澤隆夫 飾 赤木旬太郎
- 田中麗奈 飾 明日香
- 柄本明 飾 真田正次郎
- 荒川良良 飾 拓也
- 佐野史郎 飾 漆原

### 發行
該部電影在日本共有259家戲院上映，總票房票為2,234,531美元。並在2008年上海国际电影节當中放映，作為金爵獎的正式競賽片之一。